# Skeetchestn Indian Reserve
Skeetchestn Indian Reserve är ett reservat i Kanada.   Det ligger i provinsen British Columbia, i den södra delen av landet, 3 400 km väster om huvudstaden Ottawa.
Trakten runt Skeetchestn Indian Reserve består i huvudsak av gräsmarker. Trakten runt Skeetchestn Indian Reserve är nära nog obefolkad, med mindre än två invånare per kvadratkilometer.